# أكيهيرو إندو
أكيهيرو إندو (遠藤 彰弘) (ولد 18 سبتمبر 1975) هو لاعب كرة قدم ياباني، شارك في دورة الألعاب الاولمبية الصيفية عام 1996 في أتلانتا، جورجيا، الولايات المتحدة الأمريكية.

## روابط خارجية
- أكيهيرو إندو على موقع الاتحاد الدولي (مؤرشف)  (الإنجليزية)
- أكيهيرو إندو على موقع رابطة كرة القدم اليابانية للمحترفين (اليابانية)
- أكيهيرو إندو على موقع قاعدة بيانات كرة القدم.إي يو (الإنجليزية)
- أكيهيرو إندو على موقع عالم كرة القدم.نت (الإنجليزية)
- أكيهيرو إندو على موقع أوليمبيديا (الإنجليزية)